# Le Frestoy-Vaux
Le Frestoy-Vaux är en kommun i departementet Oise i regionen Hauts-de-France i norra Frankrike. Kommunen ligger i kantonen Maignelay-Montigny som tillhör arrondissementet Clermont. År 2022 hade Le Frestoy-Vaux 231 invånare.

## Befolkningsutveckling
Antalet invånare i kommunen Le Frestoy-Vaux
| Referens: INSEE |